# Jane Thylda
ne pas confondre avec Jeanne Thilda pseudonyme de Mathilde Kindt

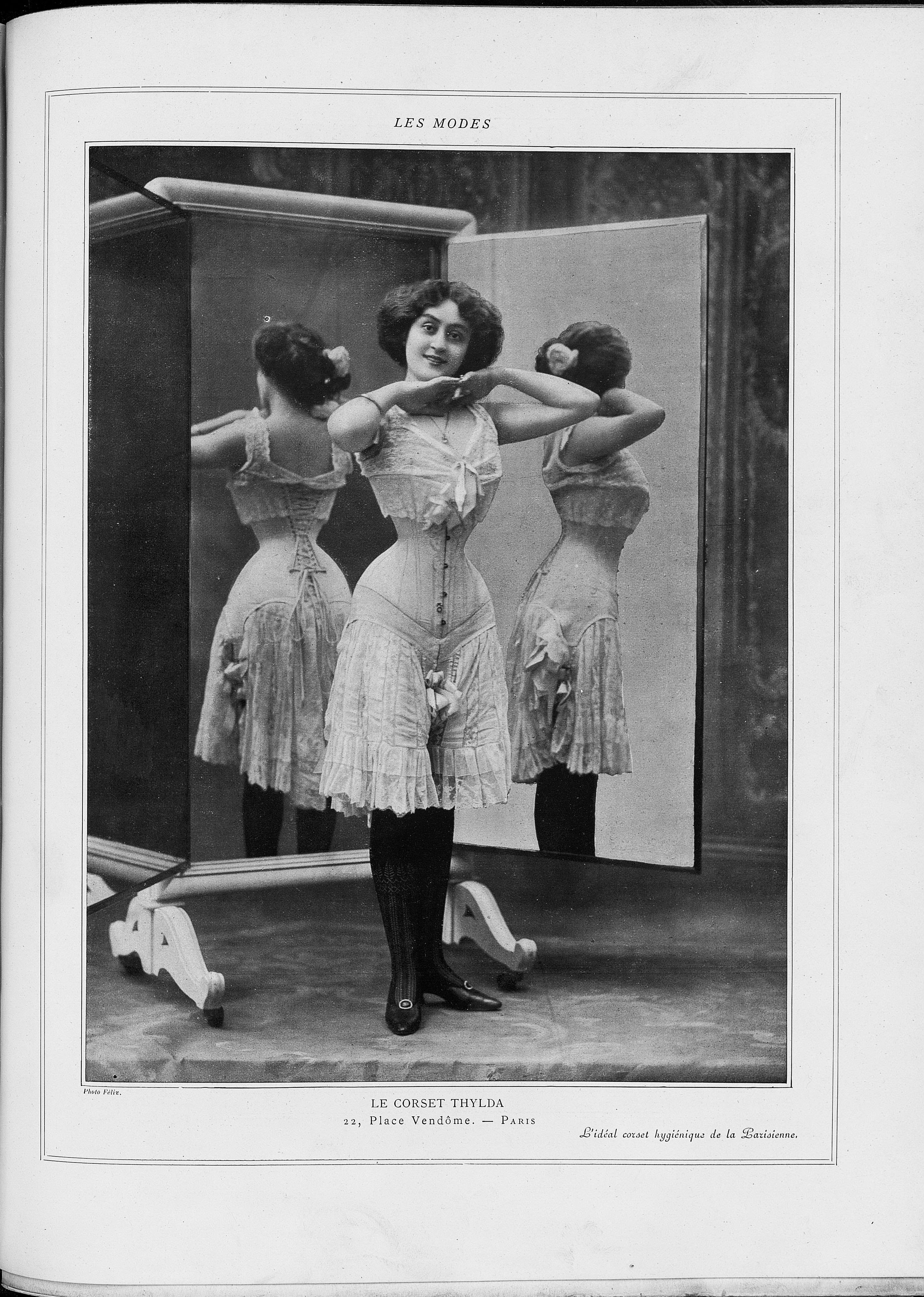
Corset Thylda, 1908.

Jane ou Jeanne Thylda est le nom de scène de Jeanne Tricaud, née le 10 avril 1869 dans le 3e arrondissement de Lyon et morte le 26 mai 1935 à Arcachon. Comédienne, mime, artiste de music-hall et demi-mondaine, elle devient princesse de Broglie par son mariage.

## Biographie
Jane Thylda débute dans la comédie à Bordeaux. Au théâtre des arts, elle joue les rôles de jeune première amoureuse et de grande coquette, comme Claire de Beaulieu dans Le Maître de forges, dans Paris fin de siècle, L'Auberge des mariniers, Les Surprises du divorce, Durand et Durand, puis passe au théâtre du Vaudeville à Paris, où elle reprend le rôle tenu par Cécile Sorel dans Madame Sans-gêne. Elle prend des cours avec Henri Dupont-Vernon et Séverin. 
En 1898, elle abandonne le théâtre pour le music-hall, et est engagée à l'Olympia où elle débute dans Vision de Roger-Milès et Missa, puis elle est engagée aux Folies Bergère. Le music-hall devient un débouché nouveau, à la toute fin du XIXe siècle, pour « les beautés professionnelles qui recherchent la « situation d’“artiste” et les applaudissements ». Elle joue aux Folies-Bergère, la Princesse au Sabbat (janvier 1899), les Grandes Courtisanes (mai 1899), le Prince Désir (novembre 1899) ou Cythère (avril 1900). Les titres des spectacles se lisent sans ambiguïté. Ses ballets concrétisent parfaitement le fantasme pornographique et l’illusion de respectabilité. 
En 1900, Jane Thylda joue le rôle travesti du berger avec Liane de Pougy dans le rôle de Madame de Parabère dans Watteau de Jean Lorrain à l'Olympia. Elles partagent leurs amants et des plaisirs saphiques que les courtisanes se plaisent à exalter dans leurs écrits. Elles échangent des coups violents et les représentations s'arrêtent en plein succès. Ils se réconcilient et remontent ensemble sur scène dans Duel de femmes à l'Olympia.
En 1904, elle fait un voyage en Égypte et au Soudan ; En 1906, elle voyage en Birmanie, au Bengale et en Inde; En 1907, au Japon.

## Théâtre
- 1890 : L'Amant de sa femme, d'Aurélien Scholl, à Bordeaux, 30 décembre[10].
- 1892 : Clo-Clo, d'Albin Valabrègue et Pierre Decourcelle, au théâtre des arts à Bordeaux, Clo-Clo[11]

## Ballet d'action
- 1898 : Vision !, ballet-pantomime d'Edmond Missa sur un  livret de Léon Roger-Millès à l'Olympia, janvier[12].

- 1898 : Barbe-bleue, ballet-pantomime de Charles Lecocq, livret de R. de Saint-Geniès, à l'Olympia, Rosalinde.

- 1899 : La Princesse au sabbat, ballet-pantomime de Jean Lorrain, musique de Louis Ganne, elle crée le rôle de Plango, le 25 janvier 1899, aux côtés de Jane Margyl (Illys) et Odette Valéry, aux Folies-Bergère[13],[14],[15],[16] puis reprend le rôle d'Illys[17],[18].
- 1899 : Les Grandes Courtisanes, ballet d'Hubert Desvignes, musique d’Edmond Missa aux Folies-Bergère, 13 mai[19].
- 1899 : Pour qui s'emballe t-y ? aux Folies-Bergère[20].
- 1899 : Le Prince Désir, ballet de Pierre Guérande, musique de Francis Thomé aux Folies-Bergère, novembre, La Femme-Vie[21].
- 1900 : Cythère, ballet d'Auguste Germain, musique de Louis Ganne, aux Folies-Bergère[22],[23].

- 1900 : Watteau, pantomime de Jean Lorrain, musique d'Edmond Diet à l'Olympia, 8 octobre-22 décembre[24].

- 1900 : Le Petit Faust, ballet-pantomime de Gardel-Hervé, à l'Olympia, Méphisto

- 1901 : Duel de femmes, ballet d'Henri Hirschman à l'Olympia, 23 février[5],[6],[25].

- 1902 : Cendrillon, ballet-pantomime d'Alphonse Lemonnier et Gardel-Hervé, à l'Olympia, 11 janvier, le Prince Myosotis.
- 1902 : Le Petit Faust, ballet-pantomime de Gardel-Hervé, musique d'Hervé, chorégraphie de Curti aux Folies-Bergère[26].

- 1903 : La Chula à la Scala[27].

## Vie privée
Elle entretient pendant onze ans une relation avec Auguste de Broglie-Revel (1878-1955) et se marie avec lui le 7 août 1912 dans le 7e arrondissement de Paris. Ils sont installés à Arcachon, villa Saint-Yves, de 1905 à 1917, villa Francia et vivent aussi au château de Loroy.
Elle rachète à Liane de Pougy, un petit hôtel particulier, 15 rue de la Néva.

## Iconographie
- Portrait de Jane Thylda (1905), fusain et crayon rose sur papier par Picasso[a 2],[33].

## Mode
Un corset porte son nom